# Bahía Mangles

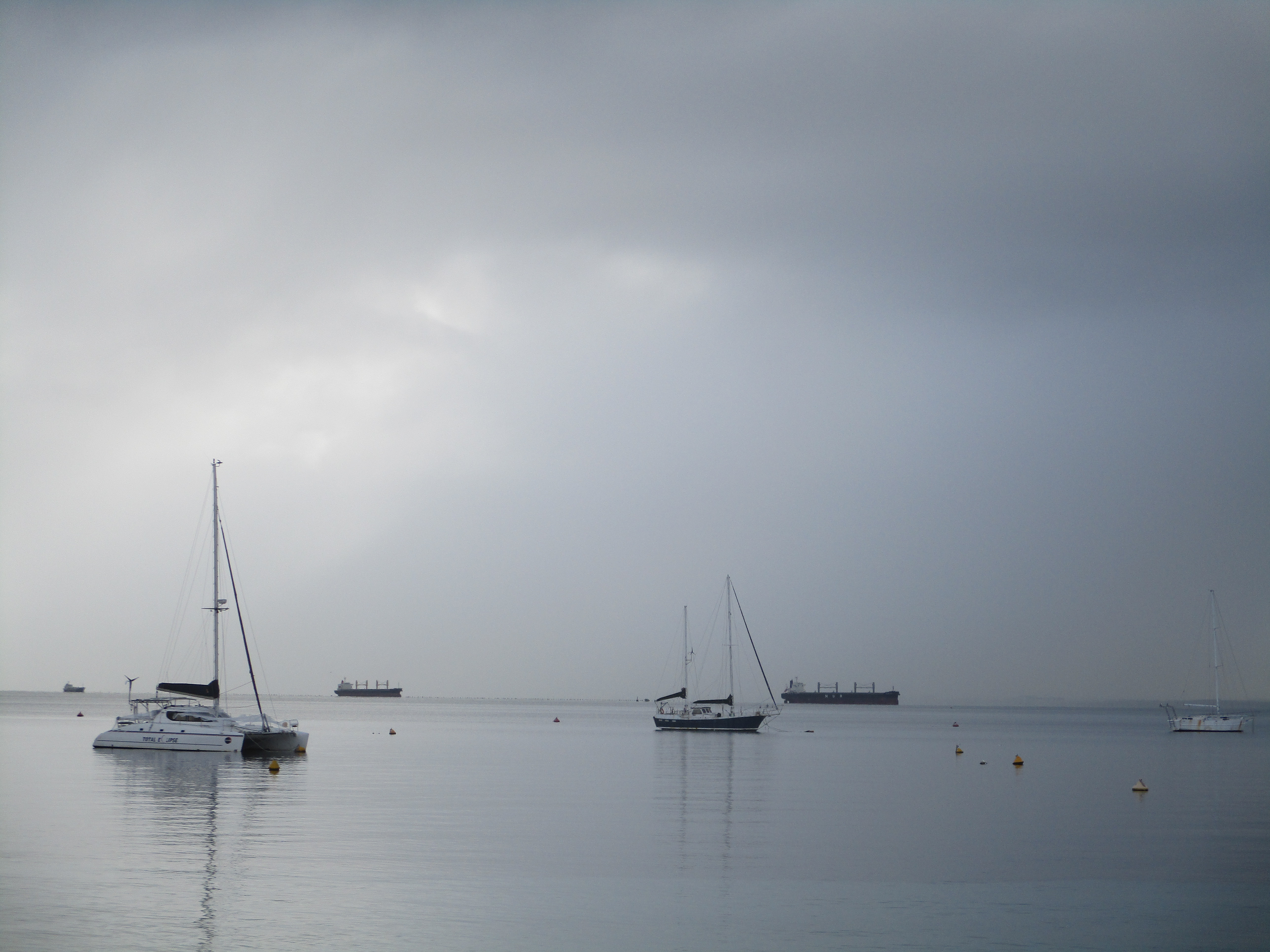
Embarcaciones en aguas tranquilas en la bahía Mangles.

La bahía Mangles (del inglés: Mangles Bay), 32°16′S 115°43′E / -32.267, 115.717 es una bahía localizada en el Cockburn Sound, en la Australia Occidental. La ciudad de Rockingham está ubicada en su costa, y una calzada elevada funciona en la isla Garden a lo largo de su borde meridional. 
El fondo de la bahía Mangles es poco profundo, y esta cubierta de prados de algas marinas y la cuenca es un área mucho más profunda, ligeramente hacia al norte. 
La bahía de Mangles es un área popular para la recreación. Se utiliza para la pesca, y deportes acuáticos como por ejemplo la navegación, el esquí acuático, el canotaje y la natación, y su costa en Rockingham es conocida como una popular playa y un parque.
- Datos: Q6749066
- Multimedia: Mangles Bay / Q6749066